# Fullständiga provstoppsavtalet

Deltagande i det fullständiga provstoppsavtalet
Annex 2, undertecknat och ratificerat
Annex 2, undertecknat
Annex 2, ej undertecknat
Ej Annex 2, undertecknat och ratificerat
Ej Annex 2, undertecknat
Ej Annex 2, ej undertecknat

Det fullständiga provstoppsavtalet (engelska: Comprehensive Nuclear-Test-Ban Treaty, ofta förkortat CTBT) är ett multilateralt avtal som förbjuder alla kärnvapenprov i alla miljöer. Det antogs av Förenta Nationernas generalförsamling den 10 september 1996, men har ännu inte trätt i kraft eftersom det ännu inte har ratificerats av åtta specifika stater som krävs för att avtalet ska träda i kraft.

## Bakgrund
Från Trinitytestet 1945 och fram till idag har strax över 2000 kärnvapenprov genomförts. År 1963 undertecknades det partiella provstoppsavtalet, vilket förbjöd kärnvapenprov i atmosfären, i rymden och under vatten. Underjordiska prover förbjöds inte, eftersom USA och Sovjetunionen inte kunde enas om förutsättningarna för verifiering av att ett sådant förbud efterföljdes. Förhandlingarna för att få till stånd ett fullständigt provstoppsavtal inleddes 1993 på initiativ av nedrustningskonferensen i Genève (CD).

## Godkännandeprocess
Förenta Nationernas generalförsamling godkände avtalet den 10 september 1996 med röstsiffrorna 158 mot 3. Indien, Libyen och Bhutan röstade emot och fem länder avstod från att rösta. För att vara bundna av avtalet behöver parterna också underteckna och ratificera det. För att det fullständiga provstoppsavtalet ska träda i kraft krävs också att ett antal specifika stater ratificerar det. Dessa stater anges i Annex 2 och utgörs av de 44 medlemmar av Nedrustningskonferensen i Genève som hade tillgång till kärnteknik 1996. I januari 2021 hade 184 stater undertecknat avtalet och 168 stater ratificerat det. Av de 44 staterna i Annex 2 hade tre ännu inte undertecknat avtalet (Nordkorea, Indien och Pakistan) och ytterligare fem (Egypten, Iran, Israel, Kina och USA) hade undertecknat men ännu inte ratificerat.

## Övervakning

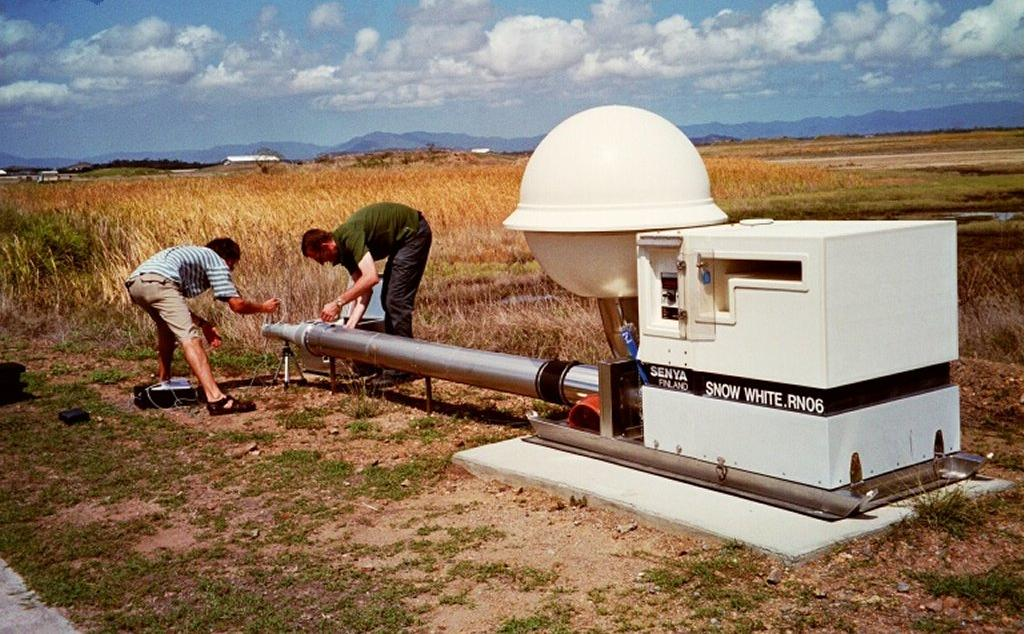
Radionuklidstation RN06 i Townsville, Australien.

Artikel IV B i avtalet stipulerar att ett tekniskt övervakningssystem ska upprättas med seismologisk, hydroakustisk, infraljud- och radionuklidövervakning. Den förberedande kommissionen för organisationen för det fullständiga provstoppsavtalet (CTBTO Prepcom) har sitt högkvarter i Wien och arbetar för att upprätta det internationella övervakningssystemet och certifiera övervakningsstationer så att systemet är redo att användas när avtalet träder i kraft. Totalt planeras 321 övervakningsstationer och 16 radionuklidlaboratorier. Majoriteten av de planerade stationerna är redan certifierade och i drift. I Sverige finns en seismografisk station utanför Hagfors i Värmland och radionuklidövervakning vid Totalförsvarets forskningsinstitut i Stockholm.